# Григорије Цамблак
Григорије Цамблак (Велико Трново, Бугарска, око 1360 — Кијев, 1419 или 1420) био је средњовековни бугарски писац и црквени поглавар, митрополит кијевски, аутор многих дела која су ушла у стару бугарску, српску и руску књижевност.

## Живот
Цамблак је рођен око 1364. године, вероватно у Трнову. Већина научника сматра да је пореклом Бугарин, мада неки сматрају да је Србин (као Ђорђе Самблак), Румун који се родио у Бугарској или македонски Влах. У старим рукописима се, поред имена Цамблак, јављају и разне пермутације, попут Цамвлах, Цимвлах, Цимивлак, Симвлах, Симвлик, Цамблик, Цимблак, Цамбак, Цамибак, Чамблак, Самблак и друге. Потиче из угледне породице. У Синодику цара Борила оглашује се „вечна памет” „Цамблаку, великому примикирију”; претпоставља се да је тај црквени часник из времена цара Јована Александра (1331—1370) био Григоријев отац или деда. Стриц Григорија Цамблака био је руски митрополит Кипријан, а по народности Србин, чувена личност из тога периода.
Своју младост провео је у Бугарској. Године 1379, на свом путу из Кијева у Цариград, његов стриц митрополит Кипријан дошао је у Трново, да би се видео с патријархом Јевтимијем, па је тада разговарао са петнаестогодишњим Цамблаком, дао му благослов и прорекао сјајну будућност. Цамблак је учио школу у Трнову, бугарској престоници која је тада била велики књижевни центар. Ту је отпочела велика књижевна реформа, на чијем челу је био сам патријарх, а Цамблак је био ученик ове књижевне школе. Након завршене школе, Цамблак се постригао и постао јеромонах.
Године 1393. дошло је до пропасти Бугарске. Тада је Трново пало у руке Турцима. Бајазит је, годину-две раније, победио Србе на Косову, па је био пошао на Бугаре. Трново је опседао три месеца; „кад се град предао, настало је зверско клање, по црквама, не само по улицама.” Патријарх је најпре осуђен на смрт, а касније прогнан у неку пустињу у Македонији. Три године касније, 1396, пао је и Видин, тако је пропало и Друго бугарско царство. Цамблак је описао ове догађаје у Слову патријарху Јевтимију, као и у спису (Сказаније) и св. Петки. По ономе како описује пад Трнова у Слову Јевтимију, изгледа да је био очевидац тог догађаја. Вероватно је тада и он напустио Бугарску, у исто време кад и њего учитељ Јевтимије.
Преко Молдавије Цамблак је дошао у Србију, где је био игуман манастира Дечани. У Србији је као игуман манастира Дечани описао живот Стефана Дечанског. Од њега се сачувало и једно малено дело о животу св. Петке и преносу њених моштију у Србију.
На позив стрица Кипријана, митрополита московског отишао је у Русију, али га није затекао живог, јер је овај умро 1406. године. У Литавској Русији је подршком литавског великог кнеза Витовта (Витолда) доспео до митрополитске столице у Новгороду 1414. године, и прочуо се као велики проповедник. Као митрополит кијевски од 1416. године (био посвећен) био је у расколу са руском црквом, и учествовао на унијатском сабору у Констанци 1418. године. У Молдавији је био игуман манастира Пантократора. Ту је одиграо крупну улогу у стварању култа светог Јована Новог Сучавског (Мучење светог Јована Новог и Служба светом Јовану Новом), а у Кијеву написао велики број беседа, слова и похвала (Похвала кијевском митрополиту Кипријану, Похвала патријарху Јевтимију и др). Умро је 1419. године у Кијеву, "многослављен у јужној а проклињан као отпадник у северној Русији".
Цамблак се као писац одликовао живим стилом и успелим песничким сликама.

## Дело
Између 1402. и 1409. у манастиру Дечани написао је три значајна дела:
- Житије Стефана Дечанског,
- Служба Стефану Дечанском и
- Слово о преносу моштију свете Петке из Трнова у Видин и Србију.

Житије је више у хагиографском тону неголи на развојној линији старих српских биографија, али као композиционо и идејно јединствено дело које негује психолошки портрет и унутрашњу драму великомученика Стефана представља обнављање култа овог светитеља у духу мартиролошке књижевности косовске тематике. У складу са савременим аскетско-филозофским кретањима, Цамблак се доста бавио унутрашњим стањима својих јунака. Опис Дечана је први потпуни пејзаж у српској књижевности.

## Превод на савремени српски језик
- Григорије Цамблак, Књижевни рад у Србији. Приредио Дамњан Петровић, На савремени језик превели Лазар Мирковић, Димитрије Богдановић, Ђорђе Трифуновић, Дамњан Петровић. Београд, Просвета, СКЗ, 1989, Стара српска књижевност у 24 књиге, књ. 12.